# Liste der Kulturdenkmäler in Börrstadt
In der Liste der Kulturdenkmäler in Börrstadt sind alle Kulturdenkmäler der rheinland-pfälzischen Ortsgemeinde Börrstadt einschließlich des Ortsteils Hahnweilerhof aufgeführt. Grundlage ist die Denkmalliste des Landes Rheinland-Pfalz (Stand: 27. November 2018).

## Einzeldenkmäler
| Bezeichnung                          | Lage                                                   | Baujahr                  | Beschreibung | Bild                           |
| ------------------------------------ | ------------------------------------------------------ | ------------------------ | --- | ------------------------------ |
| Wohnhaus                             | Börrstadt, Amtsstraße 8 Lage                           | späteres 18. Jahrhundert | ehemaliges Gemeindehaus und Bürgermeisteramt; spätbarocker Mansarddachbau, wohl aus dem späteren 18. Jahrhundert | weitere Bilder Fotos hochladen |
| Kriegerdenkmal                       | Börrstadt, Hauptstraße Lage                            | nach 1920                | Kriegerdenkmal 1914/18 und 1939/45, Umfassungsmauer der nach 1920 errichteten Anlage, skulptierter Sandsteinpfeiler nach 1945 | weitere Bilder Fotos hochladen |
| Katholische Pfarrkirche St. Nikolaus | Börrstadt, Hauptstraße 2 Lage                          | 1800                     | nachbarocker Bruchstein-Saalbau, bezeichnet 1800, mit älteren Teilen, Turm 1875/76, Architekt Julius Huth, Kaiserslautern, Chor und Sakristei 1904, Architekt Wilhelm Schulte I., Neustadt an der Weinstraße; Voit-Orgel von 1893; spätbarockes Kruzifix, bezeichnet 1757; ortsbildprägend | weitere Bilder Fotos hochladen |
| Katholische Maria-Hilf-Kapelle       | Börrstadt, westlich des Ortes im Wald Lage             | 1950                     | Walmdachbau mit Säulenportikus, bezeichnet 1950, Architekt Hans Seeberger, Kaiserslautern; auf dem Weg Kreuzwegstationen von Carl Caire, Kaiserslautern | Fotos hochladen                |
| Forsthaus                            | Hahnweilerhof, Nr. 2 Lage                              | 18. und 19. Jahrhundert  | ehemaliges falkensteinisches Forsthaus; Dreiseithof, 18. und 19. Jahrhundert; eingeschossiges Wohnhaus, teilweise Fachwerk, dendrodatiert 1737, Schweineställe, Bruchsteinscheune um 1850, Fußgängerpforte mit Wappenstein; bauliche Gesamtanlage                                          | weitere Bilder Fotos hochladen |
| Eremitenklause                       | Hahnweilerhof, westlich des Ortes an einer Quelle Lage |                          | wohl mittelalterliche Felskammer | weitere Bilder Fotos hochladen |